# Christine Dimroth
Christine Dimroth (* 1967 in Berlin) ist eine deutsche Sprachwissenschaftlerin. Ihre Forschungsschwerpunkte sind Spracherwerb und Mehrsprachigkeit in der Migrationsgesellschaft sowie Informationsstruktur und Diskursaufbau im Sprachvergleich.

## Leben
Dimroth studierte von 1986 bis 1993 Germanistik und Romanistik an der Philipps-Universität Marburg, der Universität Poitiers und der Freien Universität Berlin. Von 1988 bis 1989 war sie Fremdsprachenassistentin in Melle im französischen Département Deux-Sèvres. 1994 legte sie ihr Staatsexamen für das Lehramt (Deutsch und Französisch) an Gymnasien ab. Ab 1995 war sie für zwei Jahre als wissenschaftliche Mitarbeiterin im DFG-Projekt Gradpartikelerwerb an der FU Berlin beschäftigt. 1998 promovierte sie dort mit einer Studie über Fokuspartikeln und Informationsgliederung im Deutschen. Von 1998 bis 2010 war sie als wissenschaftliche Mitarbeiterin in der Spracherwerbsgruppe des Max-Planck-Instituts für Psycholinguistik in Nijmegen (Niederlande) tätig.
2010 wurde Dimroth als Professorin für Angewandte Sprachwissenschaft des Deutschen an die Universität Osnabrück berufen. Seit 2013 ist sie Professorin für Germanistische Sprachwissenschaft an der Universität Münster. Dort ist sie Leiterin des CEMES (Centrum für Mehrsprachigkeit und Spracherwerb).

## Forschung
Dimroths Forschungsgebiete sind die Kontrastive Linguistik, die Psycholinguistik und die Spracherwerbsforschung. Insbesondere beschäftigt sie sich mit dem ungesteuerten Spracherwerb mehrsprachig aufwachsender Kinder, mit dem Verhältnis von Grammatik und Informationsstruktur und mit Fragen sprachlicher Relativität bei der Konzeptionalisierung und Diskursorganisation. In letzter Zeit leitete sie Forschungsprojekte zum bilingualen Erstspracherwerb des Referenzsystems des Deutschen und Polnischen und zur Produktion von Migration durch Sprache als kommunikative und soziale Infrastruktur. In diesem Projekt wird exemplarisch die sprachliche Diversität des Pflegepersonals einer Krankenhausstation in Deutschland untersucht.

## Publikationen (Auswahl)
- Andorno, Cecilia; Benazzo, Sandra & Dimroth, Christine (2023). 'Contrast marking variation in Romance and Germanic languages. Crosslinguistic and intralinguistic comparison through task-elicited speech'. In: M. Klumm et al. (Eds.), Continuative and contrastive discourse relations across discourse domains. Cognitive and cross-linguistic approaches (pp. 92-109). Amsterdam: John Benjamins. doi.org/10.1075/fol.22018.and.
- Reimer, Laura & Dimroth, Christine (2022). 'Unstressed versus stressed German additive auch – what determines a speaker’s choice?' Linguistics Vanguard. doi.org/10.1515/lingvan-2021-0154.
- Jachimek, Anna; Dimroth, Christine & Köpcke, Klaus-Michael (2022). 'The acquisition of the NP in a German-Polish bilingual child'. Discours, 29. https://journals.openedition.org/discours/11800.
- Dimroth, Christine & Starren, Marianne (2022). 'The impact of grammar on the construal of discourse alternatives in German and English'. Languages, 7, 240. doi.org/10.3390/languages7030240.
- Dimroth, Christine (2020). 'Sprachaneignung über die Lebenszeit'. In: I. Gogolin et al. (Eds.), Handbuch Mehrsprachigkeit und Bildung (pp. 109-114). Wiesbaden: Springer VS.
- Dimroth, Christine & Benazzo, Sandra (2018). 'Developing strategies for encoding additive and contrastive relations in French and German child narratives'. In: M. Garcia & M. Uth (Eds.), Focus realization in Romance and beyond (pp. 313-356). Amsterdam: John Benjamins.
- Dimroth, Christine (2018). 'Beyond statistical learning: Communication principles and language internal factors shape grammar in child and adult beginners learning Polish through controlled exposure'. Language Learning, 68, 863-905, doi:10.1111/lang.12294.
- Dimroth, Christine; Schimke, Sarah; Turco, Giuseppina (2018). 'Focusing Functional Elements: Affirmative Particles and Verum Focus in First Language Acquisition of German'. Language Acquisition, 25, 268-283, doi:10.1080/10489223.2017.1294594.
- Schimke, Sarah & Dimroth, Christine (2018). 'The influence of finiteness and lightness on verb placement in L2 German: Comparing child and adult learners’. Second Language Research, 34, 229-256, doi:10.1177/0267658317723071.
- Turco, Giuseppina; Braun, Bettina; Dimroth, Christine (2014). 'When contrasting polarity, the Dutch use particles, Germans intonation'. Journal of Pragmatics, 62, 94-106, doi:10.1016/j.pragma.2013.09.020.
- Dimroth, Christine; Rast, Rebekah; Starren, Marianne; Watorek, Marzena (2013). 'Methods for studying the learning of a new language under controlled input conditions: The VILLA project'. Eurosla Yearbook, 109-138.
- Dimroth, Christine & Narasimhan, Bhuvana (2012). 'The development of linear ordering preferences in child language: The influence of accessibility and topicality'. Language Acquisition, 19, 312-323, doi:10.1080/10489223.2012.712826.
- Dimroth, Christine & Narasimhan, Bhuvana (2012). 'The acquisition of information structure'. In: M. Krifka & R. Musan (Eds.), The expression of information structure (pp. 319-362). Berlin: de Gruyter/Mouton.
- Dimroth, Christine; Andorno, Cecilia; Benazzo, Sandra; Verhagen, Josje (2010). 'Given claims about new topics. How Romance and Germanic speakers link changed and maintained information in narrative discourse'. Journal of Pragmatics 42, 3328-3344, doi:10.1016/j.pragma.2010.05.009.
- Dimroth, Christine (2010). 'The acquisition of negation'. In: L. R. Horn (Ed.), The expression of negation (pp. 39-73). Berlin/New York: De Gruyter.
- Klein, Wolfgang & Dimroth, Christine (2009). 'Untutored second language acquisition'. In: W. C. Ritchie & T. K. Bhatia (Eds.), The New Handbook of Second Language Acquisition (pp. 503-522). New York: Academic Press.
- Dimroth, Christine (2009). 'Stepping stones and stumbling blocks. Why negation accelerates and additive particles delay the acquisition of finiteness in German'. In: C. Dimroth & P. Jordens (Eds.), Functional Categories in Learner Language (pp. 137-170). Berlin/New York: De Gruyter.
- Narasimhan, Bhuvana & Dimroth, Christine (2008). 'Word order and information status in child language'. Cognition, 107, 317-329.
- Dimroth, Christine (2008). 'Age effects on the process of L2 acquisition? Evidence from the acquisition of negation and finiteness in L2 German'. Language Learning, 58, 117-150, doi:10.1111/j.1467-9922.2007.00436.x.
- Dimroth, Christine (2004). Fokuspartikeln und Informationsgliederung im Deutschen. Tübingen: Stauffenberg.
- Dimroth, Christine (2002). 'Topics, assertions and additive words: How L2 learners get from information structure to target language syntax'. Linguistics, 40, 891-923, doi:10.1515/ling.2002.033.